# Star TV
Star TV је турски национални ТВ канал. Власник канала је Doğuş Media Group Ферита Шахенка.